# Municipio de Lake Williams (condado de Kidder)
El municipio de Lake Williams (en inglés: Lake Williams Township) es un municipio ubicado en el condado de Kidder en el estado estadounidense de Dakota del Norte. En el año 2010 tenía una población de 22 habitantes y una densidad poblacional de 0,24 personas por km².

## Geografía
El municipio de Lake Williams se encuentra ubicado en las coordenadas 47°6′59″N 99°38′38″O / 47.11639, -99.64389. Según la Oficina del Censo de los Estados Unidos, el municipio tiene una superficie total de 92.78 km², de la cual 80,99 km² corresponden a tierra firme y (12,7 %) 11,78 km² es agua.

## Demografía
Según el censo de 2010, había 22 personas residiendo en el municipio de Lake Williams. La densidad de población era de 0,24 hab./km². De los 22 habitantes, el municipio de Lake Williams estaba compuesto por el 100 % blancos. Del total de la población el 0 % eran hispanos o latinos de cualquier raza.